# Salt Range
La Salt Range è una serie di basse montagne, e colline, situata in Pakistan nella parte settentrionale della regione del Punjab, tra le valli dei fiumi Indo e Jhelum. Deve il nome ai vasti depositi di salgemma che costituiscono una delle maggiori riserve di sale del mondo; questi depositi risalgono al Precambriano e possono superare i 490 m di spessore. La catena si allunga da est a ovest per circa 300 km, ed è larga, nelle sue parti centrali e orientali, tra gli 8 e i 30 km. La sua altezza media è di 660 m, e la sua cima più alta, il monte Sakesar, culmina a 1522 m. Oltre ai depositi di sale, sfruttati fin dall'antichità, la Salt Range è ricca anche di carbone, gesso e altri minerali.

## Morfologia
L'aspetto della catena è quello di una serie di basse montagne i cui strati superficiali sono stati rimossi dall'erosione. Terrazza meridionale dell'altopiano di Potwar (510 m), situata a sud-ovest di Rāwalpindi, è costituita da due creste parallele asimmetriche divise da una valle longitudinale. I versanti meridionali di entrambe le creste sono scoscesi; quelli settentrionali, invece, sono in pendenza. La cresta settentrionale (una cuesta, vale a dire una specie di altopiano in pendenza culminante alla sua estremità superiore con una falesia o una scarpata), dall'altezza media di 690–780 m e con pendici meridionali molto ripide, è la meno elevata. A ovest e a est, la catena si divide in due masse montuose separate, o massicci. A ovest del Sakesar la catena si dirige verso nord-ovest con una serie di bassi monti longitudinali. L'Indo attraversa la catena a Kālābāgh, scorrendo attraverso una serie di pareti verticali inaccessibili. Le cime della Salt Range sono ondulate, collinari e di aspetto simile a un altopiano. I punti più elevati sono il Sakesar, a ovest, e il massiccio del Chel (o Chail), 1110 m, a est. Lungo le pendici settentrionali si è sviluppata una fitta rete di profonde striature (calanchi).
Dal punto di vista strutturale, la Salt Range è un blocco della placca indiana sollevatosi in alto fino a considerevole altezza lungo la frattura meridionale, mentre il versante settentrionale è costituito da una serie di strati sedimentari inclinati. L'inclinazione degli strati nella parte centrale è di circa 10°, mentre nelle parti occidentale, orientale e settentrionale essa può raggiungere i 45°.

## Clima
Il clima della Salt Range è continentale e arido, e varia da tropicale a subtropicale. Le masse d'aria tropicali prevalgono durante tutte le stagioni dell'anno fatta eccezione per i freddi mesi invernali, quando masse di aria polare relativamente fresca riescono a penetrare all'estremità dei sistemi di alta pressione (cicloni). Questo periodo dell'anno è freddo e umido. Durante l'estate, le precipitazioni sono correlate al monsone sud-occidentale (indiano) equatoriale e umido, che raggiunge i limiti della sua influenza nel Punjab occidentale, ma apporta le maggiori quantità di precipitazioni (più del 50% annuo).

## Flora
Nella flora della Salt Range vi sono sia elementi afro-arabici che mediterranei. Prima della perdita della sua vegetazione originaria, l'area era ricoperta a sud da stentate foreste di xerofite (piante resistenti alla siccità) e a nord prevalentemente da savane. Attualmente una piccola estensione di foresta è stata preservata nella parte sud-orientale. Tra gli alberi che la compongono figurano acacie, pini, olivi selvatici e altri. Tra le altre piante caratteristiche della regione vi sono euforbie (Euphorbia), spine di cammello e altre specie di arbusti e cespugli.

## Territorio
Nel versante meridionale della Salt Range, a Khewra, Warchha e Kālābāgh, sono situati i maggiori depositi di salgemma del Pakistan, da dove proviene il noto sale rosa dell'Himalaya. Depositi di carbone sono presenti a Dandot, Pidh e Makarwāl Kheji. Tracce di petrolio sono associate a depositi calcarei e di arenarie nella parte occidentale della Salt Range. Nei siti ricchi di sale della parte orientale della Salt Range sono presenti strati di scisti bituminosi e dolomiti. Sempre nella parte orientale vi sono strati di bauxite.
Vasti depositi di gesso di alta qualità e di anidrite, un importante minerale di calcio, sono presenti nei pressi di Jalālpur. Dal punto di vista economico, le miniere di salgemma e carbone e le cave di calcare rivestono il ruolo più importante. L'unico centro abitato di una certa importanza della Salt Range è Jhelum. La maggior parte delle cittadine della regione ospitano i lavoratori delle miniere e delle cave.
I principali gruppi etnici della regione sono i pandzhabt, gli dzhat e gli aran, che parlano lingue indiane (soprattutto lakhrda). Nonostante venga praticata un po' di agricoltura nelle valli e nei pochi terrazzamenti e un po' di pastorizia sulle colline devastate dal sovrapascolo, la principale attività economica della regione è l'estrazione di salgemma.
L'agricoltura è poco praticata a causa della povertà dei suoli e della mancanza di acqua per l'irrigazione. Piccole aree delle pendici e della valle longitudinale sono state terrazzate per l'irrigazione utilizzando l'acqua di laghi e sorgenti. Nelle valli prevale l'aridocoltura.